# Gods River Airport
Gods River Airport är en flygplats i Kanada.   Den ligger i provinsen Manitoba, i den sydöstra delen av landet, 1 700 km nordväst om huvudstaden Ottawa. Gods River Airport ligger 184 meter över havet. Den ligger vid sjön Gods Lake.
Terrängen runt Gods River Airport är mycket platt. Trakten runt Gods River Airport är nära nog obefolkad, med mindre än två invånare per kvadratkilometer.. Det finns inga samhällen i närheten. 